# Gnomidolon pulchrum
Gnomidolon pulchrum là một loài bọ cánh cứng trong họ Cerambycidae.